# Гаган Дуглас, Хелен
Хелен Гаган Дуглас (англ. Helen Gahagan Douglas, 25 ноября 1900 — 28 июня 1980) — американская актриса и политик.

## Биография

### Семья и образование
Родилась в Нью-Джерси в семье с ирландско-шотландскими корнями, приверженцев Епископальной церкви. Её отец, Уолтер Х. Гаган, владел строительной компанией в Бруклине и верфью в Куинсе, а мать, Лиллиан Роуз, была школьной учительницей. В 1920 году Гаган окончила высшую школу Беркли, а в 1924 году — Барнард-колледж.

### Начало актёрской карьеры
В 1920 году стартовала её актёрская карьера на Бродвее, где она с успехом играла всё последующее десятилетие. 

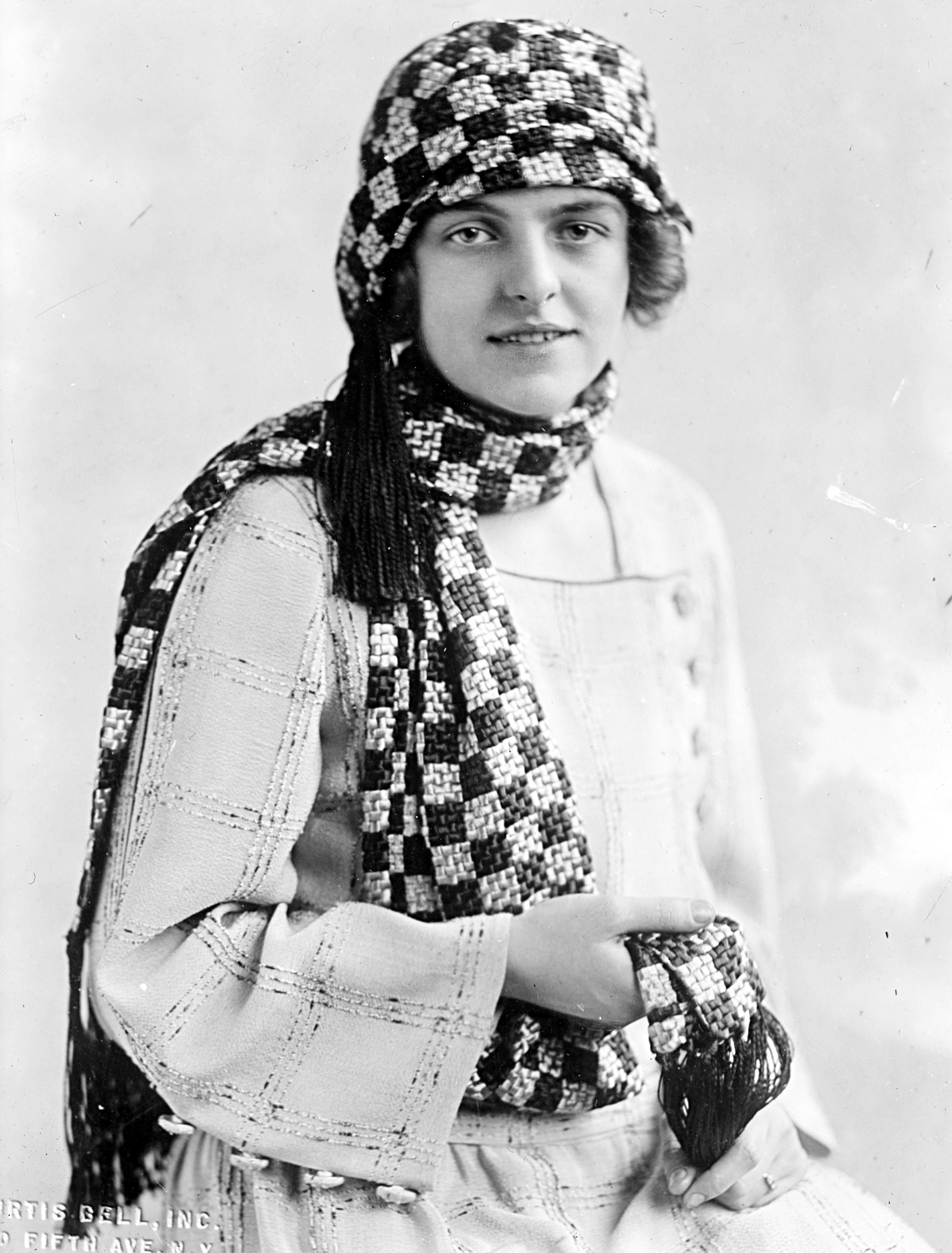
Хелен Гаган Дуглас в молодости

На киноэкранах она появилась всего раз — в 1935 году Гагам исполнила роль Хаш-а-Мотеп, королевы затерянного города, в приключенческой картине «Она», по мотивам произведения Г. Райдера Хаггарда. Костюм её персонажа послужил вдохновением для создания образа Злой королевы в мультфильме студии «Walt Disney» «Белоснежка и семь гномов» в 1937 году. 
В 1931 году Гаган вышла замуж за актёра Мелвина Дугласа, от которого родила двух детей. Их брак продлился почти пятьдесят лет до смерти Гаган.

### Общественно-политическая деятельность
Гаган претила атмосфера Голливуда, и после рождения своей первой дочери Мэри Хелен в 1938 году она стала уделять больше внимания общественной деятельности, в том числе защите прав рабочих-переселенцев (она вскоре возглавила «Комитет Джона Стейнбека»). Она с мужем вступила в Антинацистскую лигу Голливуда и призывала к бойкоту в США продукции из нацистской Германии. Поддерживая «Новый курс», она входила в консультативный комитет при Управлении общественных работ США.
В начале 1940-х началась политическая карьера Гаган, которая была сторонницей Демократической партии с избрания Франклина Рузвельта президентом в 1933 году (Элеонора Рузвельт стала её политической наставницей). В 1944 году она была избрана в Палату представителей США от 14 округа Калифорнии, где занимала свой пост в течение трёх сроков. В течение этого времени у неё был роман с тогдашним конгрессменом (а впоследствии президентом США) Линдоном Джонсоном. 
В 1950 году она участвовала в предвыборной гонке на пост в Сенат США, победив своих конкурентов на праймериз Демократической партии, включая журналиста Манчестера Боди (действующий сенатор Шеридан Доуни снялся ещё в их процессе). Однако на выборах 1950 года проиграла республиканцу Ричарду Никсону, и вскоре завершила свою политическую карьеру. В ходе гонки кампания Никсона прибегала к многочисленным способам дискредитировать оппонентку, включая обвинения в излишней левизне её взглядов и «прокоммунистической» ориентации, а также скрытые мизогинные и антисемитские посылы (супруг Гаган был евреем).

### После политики
В 1952 году она возобновила свою актёрскую карьеру, сыграв в бродвейской комедии «Первая леди». В дальнейшие годы она периодически вновь заявляла о себе в политике, принимая участия в президентских кампаниях Джона Ф. Кеннеди и Джорджа Макговерна.
Хелен Ганган Дуглас умерла в 1980 году от рака молочной железы и рака лёгкого в Нью-Йорке в возрасте 79 лет. Её муж Мелвин Дуглас умер спустя год от пневмонии в возрасте 80 лет. Работа актрисы в кино отмечена звездой на Голливудской аллее славы.